# 16 Uhr 50 ab Paddington (Roman)
16 Uhr 50 ab Paddington (Originaltitel 4.50 from Paddington) ist der 49. Kriminalroman von Agatha Christie. Er erschien zuerst im Vereinigten Königreich am 4. November 1957 im Collins Crime Club und im selben Monat in den USA bei Dodd, Mead and Company unter dem Titel What Mrs. McGillicuddy Saw! 1960 veröffentlichte der Scherz Verlag die deutsche Ausgabe in der Übersetzung von Karl Hellwig. 2000 erschien unter dem gleichen Titel eine Neuausgabe mit der bis heute verwendeten Übersetzung von Ulrich Blumenbach.
Miss Marple ermittelt in ihrem siebten Fall.

## Handlung
Während einer Zugfahrt beobachtet Mrs. McGillicuddy durch ihr Fenster den Mord an einer Frau in einem überholenden Zug. Sie erzählt ihrer Freundin Miss Marple von der Geschichte und diese benachrichtigt die Polizei von St. Mary Mead. Der Polizist versichert, dass dem nachgegangen wird. Als aber weder eine Leiche noch Spuren eines Kampfes zu finden sind, schenkt niemand der Geschichte weiter Beachtung.
So machen sich Miss Marple und ihre Freundin auf und unternehmen die gleiche Zugfahrt wie am Tag zuvor. Miss Marple wird auf ein Anwesen in der Nähe des Bahngeländes aufmerksam und beauftragt eine Bekannte, die Hauswirtschafterin Lucy Eyelesbarrow, sich auf dem Anwesen anstellen zu lassen, um Nachforschungen anzustellen. Miss Marple quartiert sich in der Nähe des Anwesens in Brackhampton ein, um von Lucy auf dem Laufenden gehalten zu werden.
Auf Rutherford Hall lernt Lucy die beiden ständigen Bewohner des Anwesens kennen, den gehässigen und geizigen Patriarchen Luther Crackenthorpe und dessen Tochter Emma. Da Ferien sind, sind Luthers Enkel Alexander Eastley und dessen Schulfreund James Stoddard-West zu Besuch. Auch Alexanders Vater, der verwitwete Weltkriegspilot Bryan Eastley, und Crackenthorpes Arzt Dr. Quimper sind oft anwesend.
Jeden freien Nachmittag durchkämmt Miss Eyelesbarrow unter dem Vorwand, Golf zu spielen, das Gelände des Anwesens. Dabei findet sie die Reste eines Pelzmantels und eine Puderdose, die belegen, dass die ermordete Frau tatsächlich an dieser Stelle aus dem Zug geworfen wurde. Als Lucy dann eine Frauenleiche in einem Sarkophag in einer Scheune findet, wird erneut die Polizei eingeschaltet. Ebenso finden sich nun auch die anderen Familienmitglieder, Luthers ungleiche Söhne – der leichtlebige Maler Cedric, der berechnende Finanzmann Harold und der Halbkriminelle Alfred – auf Rutherford Hall ein.
Es stellt sich heraus, dass Emma Crackenthorpe einige Zeit vor dem Mord einen Brief von einer gewissen Martine erhielt, die behauptete, die Ehefrau ihres im Krieg gefallenen Bruders Edmund zu sein und einen Sohn mit ihm zu haben. Dieser Sohn hätte nicht nur Anspruch auf einen Teil des Crackenthorpe-Vermögens, sondern wäre als Sohn des Erstgeborenen auch Alleinerbe des Anwesens. Es wird vermutet, dass die Tote eben jene Martine sein könnte und dass sie von einem der Brüder Emmas aus Geldgier umgebracht wurde.
Dann werden nacheinander Alfred und Harold Crackenthorpe mit Arsenik vergiftet. Miss Marple lädt sich und Mrs. McGillicuddy ins Haus der Crackenthorpes ein, um den Mörder zu überführen. Im Zug hatte Mrs. McGillicuddy den Mörder nur von hinten gesehen. Doch Miss Marple hat bereits den richtigen Verdacht und bringt den Mörder dazu, ihr die Hände um den Hals zu legen – unter dem Vorwand, sie habe eine Fischgräte verschluckt. Mrs. McGillicuddy sieht sich einer ähnlichen Situation wie im Zug gegenüber und ruft spontan aus, dass dies der Mörder sei. Miss Marple erklärt dem Mann, er sei bei seiner Tat beobachtet worden. Der sieht sich durchschaut und gesteht die Morde. Zur allgemeinen Überraschung ist der Täter Dr. Quimper, der Emma Crackenthorpe heiraten wollte, um so an ihr späteres Erbe zu gelangen. Die Ermordete aus dem Zug war seine Ehefrau Anna Strawinska, von der er getrennt lebte. Sie war katholisch und wollte deshalb nicht in eine Scheidung einwilligen.

## Titel
Der Titel bezieht sich auf den Zug, in dem Mrs McGillicuddy sitzt, als sie Zeugin des Mordes wird. Er fährt um 16 Uhr 50 (4.50 nachmittags in der englischen 2-mal-12-Stunden-Zählung) vom Londoner Bahnhof Paddington ab. Das Eingangskapitel spielt in diesem Bahnhof.

## Personen
- Miss Marple, die Amateurdetektivin
- Lucy Eyelesbarrow, ihre Assistentin
- Dermot Craddock, Inspektor von Scotland Yard
- Bacon, Polizeiinspektor aus Brackhampton
- Luther Crackenthorpe, Besitzer von Rutherford Hall
- Emma Crackenthorpe, seine Tochter
- Cedric Crackenthorpe, sein Sohn
- Alfred Crackenthorpe, sein Sohn
- Harold Crackenthorpe, sein Sohn
- Bryan Eastley, sein Schwiegersohn
- Alexander Eastley, Sohn von Bryan
- James Stoddard-West, ein Freund von Alexander
- Lady Stoddard-West, Mutter von James
- Anna Strawinska, eine Revuetänzerin
- Elspeth McGillicuddy, eine Freundin von Miss Marple
- Doktor Quimper, der Hausarzt der Crackenthorpes
- Frank Cornish, Sergeant der Polizeiwache in St. Mary Mead
- Mrs. Kidder, Haushaltshilfe in Rutherford Hall
- Hillman, Gärtner in Rutherford Hall

## Verfilmungen

### Murder She Said
Der Roman wurde 1961 unter dem Titel Murder She Said (deutscher Titel: 16 Uhr 50 ab Paddington) verfilmt mit Margaret Rutherford in der Hauptrolle als Miss Marple unter der Regie von George Pollock.

### Miss Marple (Fernsehserie)
Für die BBC-Fernsehserie Agatha Christie’s Miss Marple wurde der Roman 1987 mit Joan Hickson in der Hauptrolle verfilmt.

### Agatha Christie’s Marple
2004 wurde er erneut verfilmt und in der ersten Staffel der ITV-Fernsehserie Agatha Christie’s Marple mit Geraldine McEwan als Miss Marple ausgestrahlt.

## Wichtige Ausgaben
- 1957: Collins Crime Club (London), 4. November 1957
- 1957: Dodd Mead and Company (New York), November 1957
- 1960: Deutsche Erstausgabe, Scherz-Verlag, in der Übersetzung von Karl Hellwig[4]
- 2000: Neuausgabe in der Übersetzung von Ulrich Blumenbach[5]

## Hörbücher
- 1994/2003: 16 Uhr 50 ab Paddington (6 Kompaktkassetten bzw. 5 CDs). Vollständige Lesung. Sprecher: Yvonne Frey. Übersetzung aus dem Englischen von Karl Hellwig. Verlag und Studio für Hörbuchproduktionen (Beltershausen)[6]

- 2003: 16 Uhr 50 ab Paddington (2 Tonkassetten). Gelesen von Beate Himmelstoß. Regie: Caroline Neven du Mont. Aus dem Englischen von Dinka Mrkowatschki. Der Hörverlag (München)[7]

- 2013: 16 Uhr 50 ab Paddington (1 MP3-CD). Gelesen von Katharina Thalbach. Aus dem Englischen von Ulrich Blumenbach. Der Hörverlag (München)[8]